# TGV Duplex
El TGV Duplex (TGV-D) fue construido para aumentar la capacidad de los TGV sin aumentar la longitud del tren ni el número de trenes. Cada remolque tiene dos pisos, con un único acceso a través de las puertas de la parte baja que se aprovechan de la baja altura de los andenes franceses. 
Una escalera permite el acceso al piso de superior, donde están localizadas las pasarelas entre remolques. Esta distribución permite una capacidad de 512 asientos a cada composición (135 plazas más que los TGV-R). En las líneas más ocupadas, como la línea París-Marsella, salen composiciones de dos trenes con lo que se logra una capacidad de 1.024 plazas. Cada composición tienen una compartimento para el acceso con personas con movilidad reducida.
Tras un largo desarrollo que comenzó en 1987 (en el que se conocían como TGV-2NG), se construyeron en dos tandas, 30 entre 1995-1998 y 34 más entre 2000-2004. Su peso es de 424 t, miden 200,19 m, cada tren se compone de 2 cabezas tractoras más 8 remolques de dos pisos. La gran cantidad de aluminio utilizada supone que la masa de estos no es mucho mayor que de los TGV Réseau. Son también modelos bi-tensión y tienen una potencia nominal total de 8.800 kW y se les ha incrementado la velocidad máxima hasta los 320 km/h